# Palais des Beaux-Arts de Bruxelles

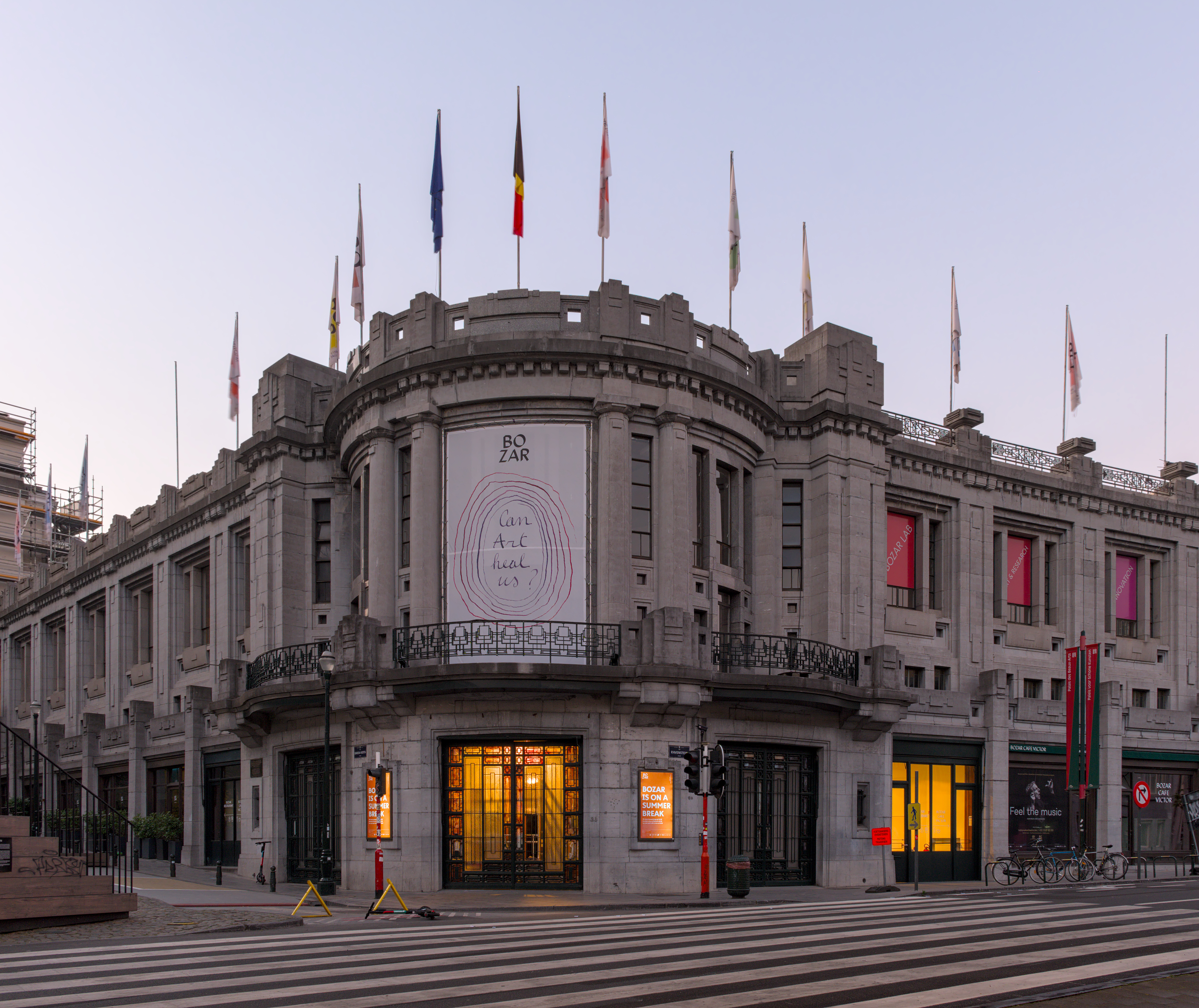
Außenansicht

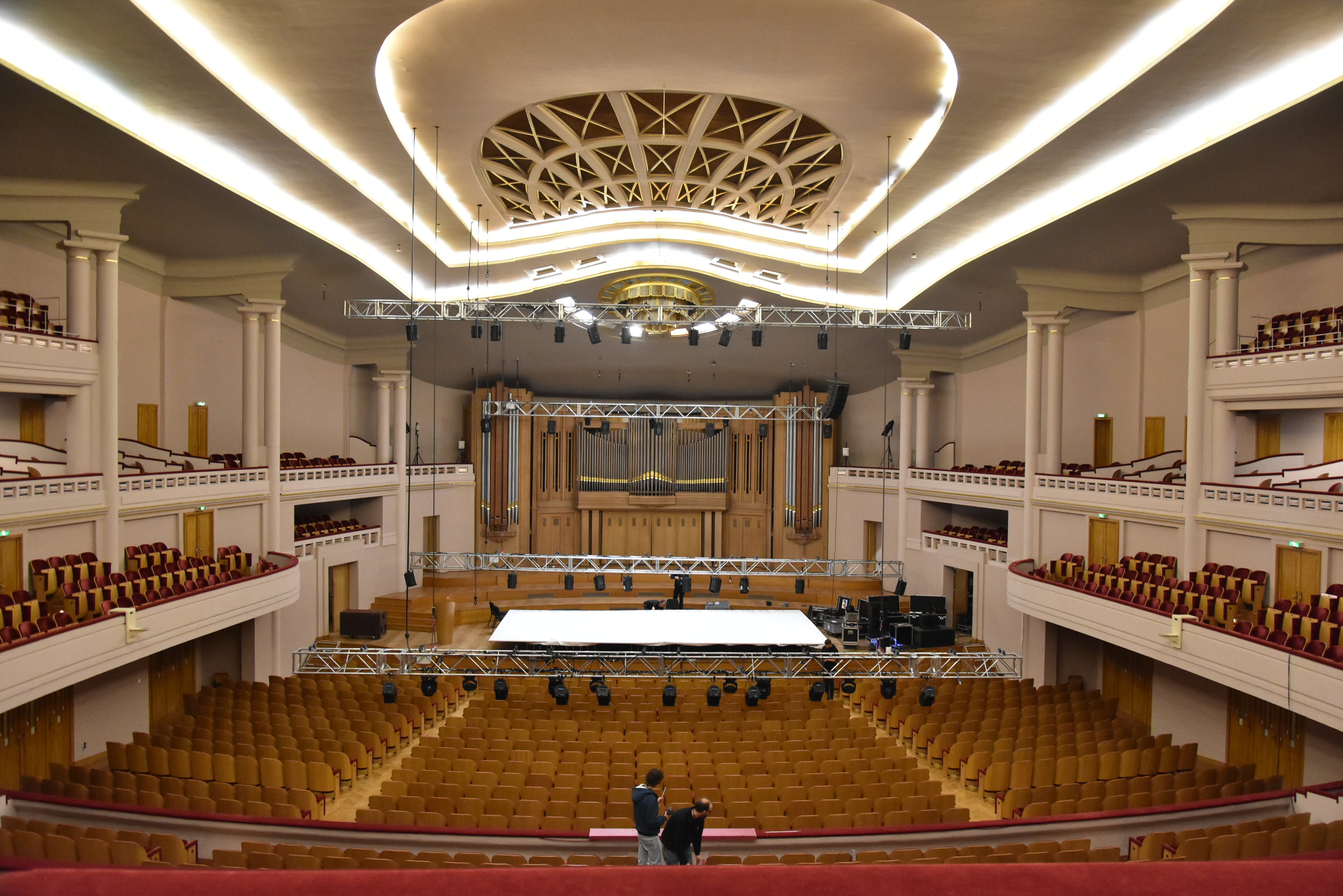
Großer Saal

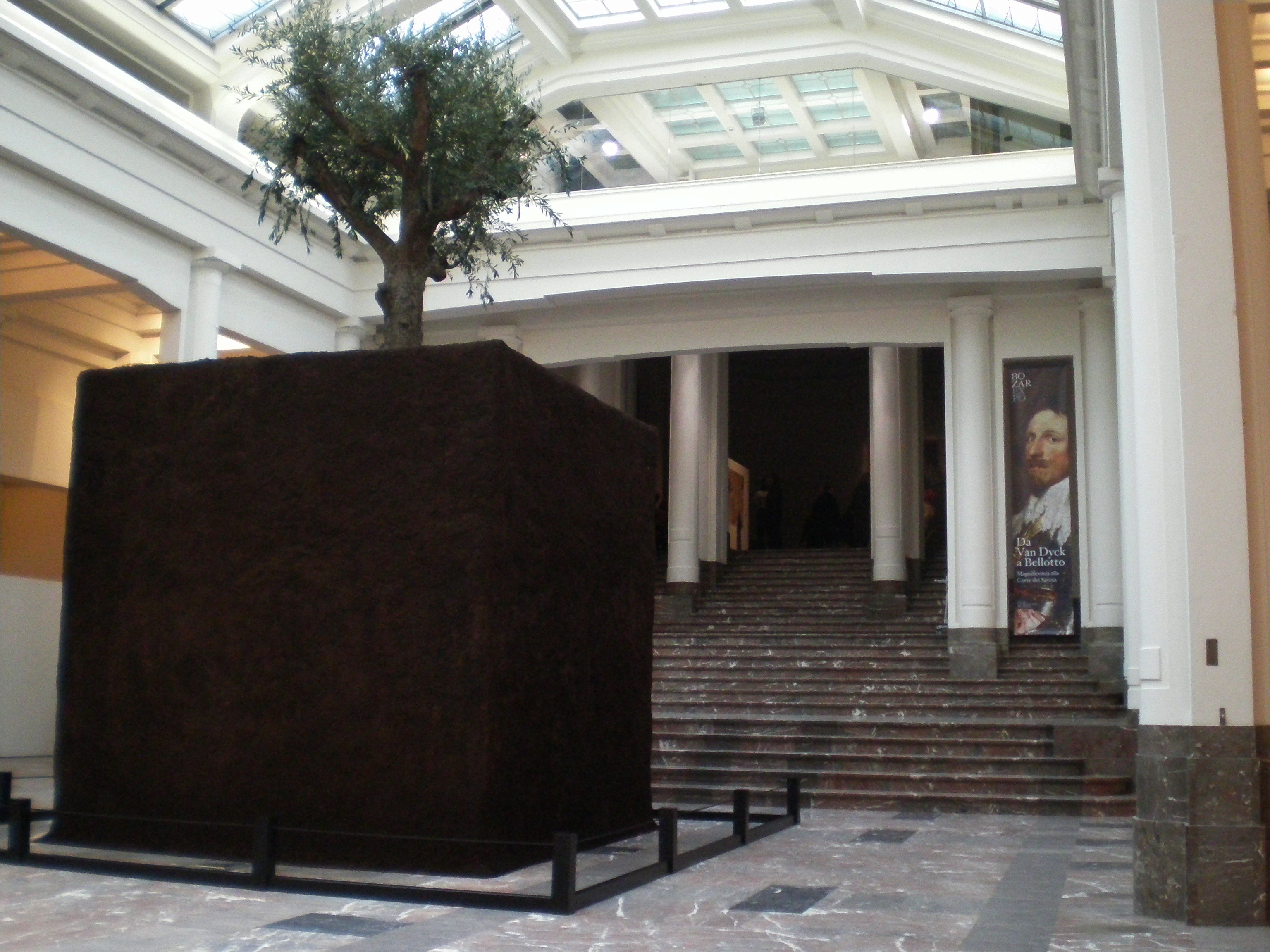
Brüssel – Bozar – intérieur

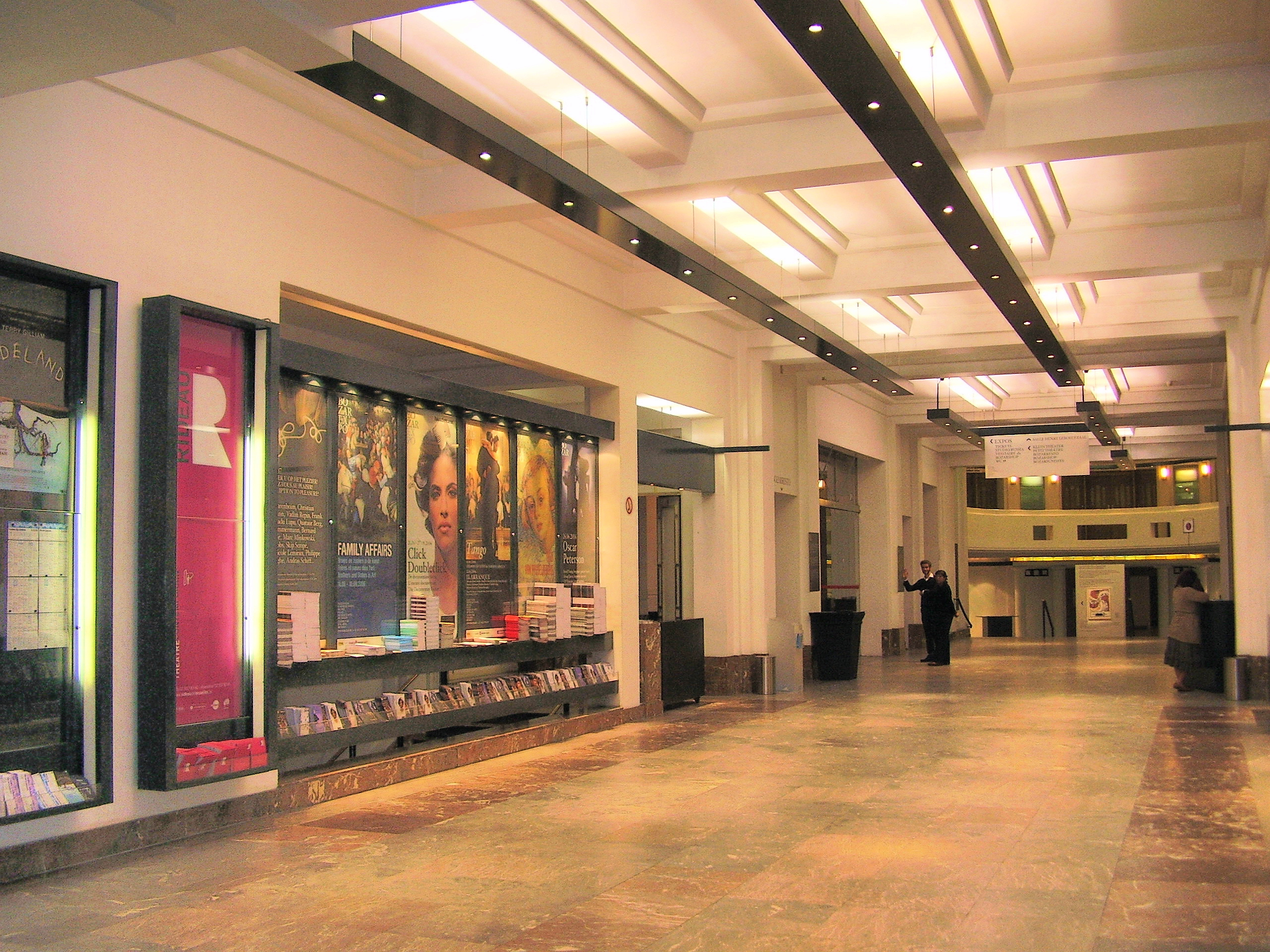
Brüssel – Bozar – Vestibule

Das Paleis voor Schone Kunsten (Niederländisch) oder Palais des Beaux-Arts (Französisch) (BOZAR) ist ein Kulturzentrum in Brüssel.
Der im Jugendstil gehaltene Gebäudekomplex wurde von dem Architekten Victor Horta geplant und zwischen 1922 und 1929 erbaut. Das Gebäude beherbergt mehrere Konzert- und Kinosäle sowie Ausstellungsräume. Der Hauptsaal, der Henry-Le-Boeuf-Saal, hat 2200 Sitzplätze. Der Hauptsaal liegt ungewöhnlich zum größten Teil unterhalb des Straßenniveaus. 
Das Palais ist der Sitz des Belgischen Nationalorchesters. Das Kulturzentrum ist seit 2002 unter dem Namen BOZAR in acht künstlerische Abteilungen gegliedert: Ausstellungen, Musik, Film, Tanz, Theater, Literatur, Studios und Architektur. Im Oktober 2022 wurde bekannt, dass Christophe Slagmuylder ab Mitte 2023 die Direktion übernehmen soll.